# Berlín (sèrie de televisió)
Berlín (també coneguda com La casa de papel: Berlín) és una sèrie de televisió espanyola creada per Álex Pina i Esther Martínez Lobato per a Netflix. La sèrie serveix com a preqüela de La casa de papel, centrant-se en la vida d'Andrés de Fonollosa, àlies "Berlín", abans dels esdeveniments de les temporades 1 i 2 de la sèrie original. És protagonitzada per Pedro Alonso, Michelle Jenner, Tristán Ulloa, Begoña Vargas i Julio Peña Fernández. La sèrie es va estrenar a Netflix el 29 de desembre del 2023 i consta de vuit episodis.

## Premissa
Ambientada en un "passat indefinit" anterior als esdeveniments de La casa de papel, Berlín se centra en el personatge Berlín en el seu millor moment, quan prepara un dels atracaments més extraordinaris de la seva carrera com a atracador: robar 44 milions d'euros en joies com si d'un acte d'il·lusionisme es tractés. Per això, compta amb l'ajuda d'una de les tres bandes amb què ha robat a la seva vida, formada per Keila (Michelle Jenner), Damián (Tristán Ulloa), Cameron (Begoña Vargas), Bruce (Joel Sánchez) i Roi (Julio Peña Fernández). La sèrie es desenvolupa principalment a París.

## Repartiment

### Principal[2]
- Pedro Alonso com a Andrés de Fonollosa o "Berlín"
- Samantha Siqueiros com a Camille
- Tristán Ulloa com a Damián
- Michelle Jenner com a Keila
- Begoña Vargas com a Cameron
- Julio Peña Fernández com a Roi
- Joel Sánchez com a Bruce
- Maria Isabel "Masi" Rodríguez com Susi

### Secundaris
- Itziar Ituño com Raquel Murillo[5]
- Najwa Nimri com Alicia Sierra Montes[5]
- Miko Jarry com a Olivier
- Martín Aslan com Alain[2]

## Episodis
| Núm. | Títol                                 | Direcció                                    | Guió                                                                            | Data d'emissió original |
| ---- | ------------------------------------- | ------------------------------------------- | ------------------------------------------------------------------------------- | ----------------------- |
| 1    | «La energía del amor»                 | Albert Pintó David Barrocal Geoffrey Cowper | Álex Pina Esther Martínez Lobato David Barrocal David Oliva                     | 29 de desembre de 2023  |
| 2    | «El ancla y el lobo»                  | Albert Pintó David Barrocal Geoffrey Cowper | Álex Pina Esther Martínez Lobato David Barrocal David Oliva                     | 29 de desembre de 2023  |
| 3    | «Póker de embriones»                  | David Barrocal Albert Pintó Geoffrey Cowper | Álex Pina Esther Martínez Lobato David Barrocal David Oliva                     | 29 de desembre de 2023  |
| 4    | «Un aquarium en la espalda»           | Geoffrey Cowper Albert Pintó David Barrocal | Álex Pina Esther Martínez Lobato David Barrocal David Oliva                     | 29 de desembre de 2023  |
| 5    | «After Love»                          | Albert Pintó David Barrocal Geoffrey Cowper | Álex Pina Esther Martínez Lobato David Barrocal David Oliva Lorena G. Maldonado | 29 de desembre de 2023  |
| 6    | «La noche de los limones»             | David Barrocal Albert Pintó Geoffrey Cowper | Álex Pina Esther Martínez Lobato David Oliva Lorena G. Maldonado Luis Garrido   | 29 de desembre de 2023  |
| 7    | «La última virgen de occidente»       | David Barrocal Albert Pintó Geoffrey Cowper | Álex Pina Esther Martínez Lobato David Oliva Lorena G. Maldonado Luis Garrido   | 29 de desembre de 2023  |
| 8    | «Un elefante en peligro de extinción» | Albert Pintó David Barrocal Geoffrey Cowper | Álex Pina Esther Martínez Lobato David Oliva Lorena G. Maldonado Luis Garrido   | 29 de desembre de 2023  |

## Producció
A finals de novembre del 2021, pocs dies abans de l'estrena del segon volum de la cinquena part de La casa de papel, Netflix va anunciar que estava desenvolupant una sèrie derivada, Berlín, per a un llançament provisional el 2023, en què s'esperava que Pedro Alonso reprengués el seu paper homònim de la sèrie original. El 28 de setembre del 2022, Michelle Jenner, Begoña Vargas, Tristán Ulloa, Julio Peña Fernández i Joel Sánchez van ser elegits per coprotagonitzar amb Alonso. El març de 2023, es va anunciar que Itziar Ituño i Najwa Nimri també reprendrien els seus papers de Raquel Murillo i Alicia Sierra a La casa de papel. El rodatge va començar l'octubre del 2022 a París, França, i va continuar a Madrid, Espanya.
Els creadors Alex Pina i Esther Martínez Lobato volien fer alguna cosa "més lleugera" després dels seus recents projectes anteriors. En comparació de la seva sèrie matriu La casa de papel, Berlín té més to de comèdia i ha emprat més actors i localitzacions. La sèrie es va rodar en una relació de pantalla 2:1 més àmplia perquè els personatges tinguessin “més experiència escènica del seu entorn”.

## Recepció de la crítica
Noel Murray, de The Daily Beast, considera que la trama i els nous personatges no estan a l'alçada del Money Heist original.